# Banbury Reservoir
Banbury Reservoir är en reservoar i Storbritannien.   Den ligger i grevskapet Greater London och riksdelen England, i den sydöstra delen av landet. Banbury Reservoir ligger 10 meter över havet. Arean är 0,45 kvadratkilometer. Runt Banbury Reservoir är det i huvudsak tätbebyggt. Den sträcker sig 0,8 kilometer i nord-sydlig riktning, och 0,9 kilometer i öst-västlig riktning.